# Blu di idrossinaftolo
Il blu di idrossinaftolo è un indicatore.
A temperatura ambiente si presenta come un solido blu-violetto dall'odore tenue caratteristico.